# Fissidens reimersii
Fissidens reimersii är en bladmossart som beskrevs av Potier de la Varde 1930. Fissidens reimersii ingår i släktet fickmossor, och familjen Fissidentaceae. Inga underarter finns listade i Catalogue of Life.